# Stammverzeichnis

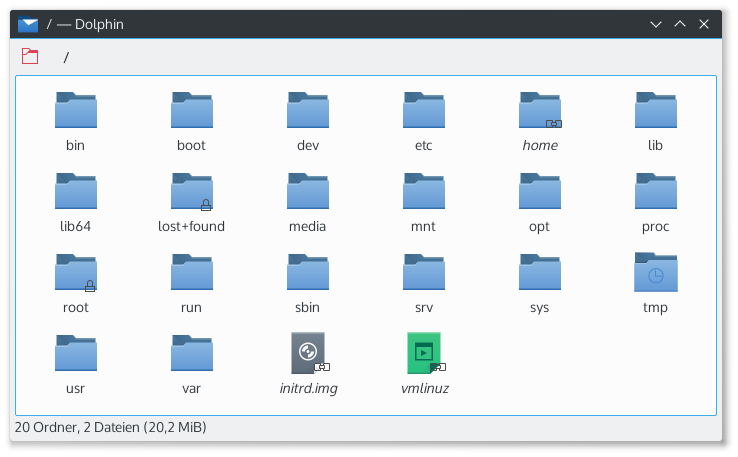
Typisches Stammverzeichnis unter Linux

Das Stammverzeichnis, der Stammordner, das Wurzelverzeichnis, kurz die Wurzel, oder fachsprachlich (das) Root(-Verzeichnis), englisch root (directory), ist die oberste Ebene einer baumartigen Datenstruktur. Das wohl prominenteste Beispiel für einen Baum im Bereich der Informatik findet man üblicherweise in Form von Dateisystemen auf Datenträgern. Jedes Betriebssystem hat ein Verzeichnis, das in keinem anderen Verzeichnis enthalten ist, manche Systeme haben ein solches Verzeichnis jeweils pro Partition bzw. Volume, also mehrere. Ein solches Verzeichnis stellt (jeweils) den Ausgangspunkt für den gesamten Verzeichnisbaum dar – es bildet damit den Kopf einer jeden Verzeichnisstruktur. Verzeichnisbäume „wachsen“ von oben nach unten, die Wurzel wird jeweils oben dargestellt.
Welche und wie viele Wurzelverzeichnisse ein Betriebssystem nutzt, hängt einerseits vom Betriebssystem selbst und andererseits von den eingesetzten Dateisystemen ab.

## Unix und Ähnliche
Ein Unix- und Unix-ähnliches Betriebssystem nutzt ein globales Wurzelverzeichnis (und somit eine zentrale Verzeichnisstruktur), dessen Bezeichner schlicht / (Schrägstrich) lautet. Die gesamte Verzeichnisstruktur unterhalb von / wird auch als Unix-Dateisystem bezeichnet und entspricht dem Systemlaufwerk. Ein Volume – was oft einer Partition entspricht – wird für das globale Wurzelverzeichnis genutzt: das sogenannte root-Volume oder die root-Partition, unterhalb der weitere Volumes eingehängt („gemountet“) werden. So kann jedes weitere Dateisystem (z. B. pro Partition) über ein beliebiges Unterverzeichnis als dessen Einhängepunkt ansprechbar sein. Unix und ähnliche Systeme folgen dem Paradigma „alles ist eine Datei“, englisch everything is a file, sodass über diese Verzeichnisstruktur nicht nur Binär- und Textdateien sowie (Unter-)Verzeichnisse (inklusive eingehängter und somit unterschiedlicher Volumes) und symbolische Links verwaltet werden, sondern auch Gerätedateien unterschiedlichen Typs. Das Kommando mount gibt, wenn es ohne Parameter aufgerufen wird, eine Liste aller eingehängten Volumes und, wenn vorhanden, der dafür genutzten Einhängepunkte aus. Die Datei /etc/fstab legt bei vielen Unix- und ähnlichen Betriebssystemen die Konfiguration der zu nutzenden Partitionen für das Betriebssystem fest, sodass diese beim Starten automatisch eingehängt werden können.
Das Wurzelverzeichnis, englisch root directory, entspricht mit dem Pfad / dem Ausgangspunkt des „Unix-Dateisystems“ – innerhalb des Volume-Verzeichnisses ist allerdings gemäß Filesystem Hierarchy Standard auch ein Benutzerverzeichnis des Root-Kontos vorhanden, das mit /root ähnlich bezeichnet wird und somit Verwechslungsgefahr birgt.

## Windows
CP/M, DOS und Windows sowie einige weitere Betriebssysteme weisen der Partition bzw. dem Volume, von der/dem sie booten (auch „Systempartition“), üblicherweise den Buchstaben A für Disketten und C bei Festplatten zu, gefolgt von einem Doppelpunkt. Der volle Pfad des Wurzelverzeichnisses lautet dann z. B. C:\, wobei der Laufwerksbuchstabe C: den Ausgangspunkt bildet. Laufwerk C: ist üblicherweise auch das Systemlaufwerk der laufenden Windows-Installation. Weiteren Partitionen (desselben Datenträgers oder anderer Datenträger) wird in alphabetischer Reihenfolge jeweils ein Buchstabe zugewiesen, wodurch alle Volumes jeweils ein eigenes Wurzelverzeichnis besitzen: D:\, E:\ etc. (Die Laufwerksbuchstaben A: und B: waren traditionell für Diskettenlaufwerke reserviert, können aber auch anderen Volumes zugewiesen werden.) Seit Windows XP können Volumes, beispielsweise NTFS-Partitionen, auch – wie bei unixartigen Betriebssystemen – in die Verzeichnisstruktur der Systempartition oder jedes anderen bereits existierenden Laufwerksbuchstaben (unterhalb dessen Wurzelverzeichnisses) eingehängt werden (C:\Andere_Partition\). Auch ist es umgekehrt möglich, einem beliebigen Ordner einen eignen freien Laufwerksbuchstaben zuzuweisen: Der Ordner C:\Dokumente und Einstellungen\[Benutzername]\Music\ kann dann z. B. als M:\ nutzbar gemacht werden. Das externe Kommando dazu, SUBST, gibt es seit PC DOS/MS-DOS 3.1 (siehe Liste von DOS-Kommandozeilenbefehlen). Da alle Laufwerksbuchstaben vom Betriebssystem intern verwaltet und verzeichnet werden, ist es für Anwendungsprogramme wie auch für den Benutzer egal, welcher Art ein Laufwerksbuchstabe ist. Für den Benutzer in einer grafischen Umgebung präsentiert sich lediglich eine Liste verfügbarer „Laufwerke“ (gemeint sind Laufwerksbuchstaben, nicht jedoch Verzeichnisse als Einhängepunkte), die z. B. unter Windows virtuell unterhalb von „Mein PC“, „Arbeitsplatz“ oder „Dieser PC“ angezeigt werden. Damit werden auch weitere Geräte und Netzwerkadressen dargestellt, einem allumfassenden Stammverzeichnis wie bei Unix entspricht das jedoch nicht.